# Casa Puig i Font (Manresa)
La Casa Puig i Font és una obra del municipi de Manresa (Bages) protegida com a bé cultural d'interès local.

## Descripció
Edifici de planta baixa i tres pisos. Façana simètrica amb un cos central més destacat mitjançant una tribuna al primer pis i un remat amb capcer escalonat. A banda i banda, dos balcons per pis, amb baranes de ferro corregudes al primer i al tercer pis, i individuals al segon. Cornisa superior amb arcuacions i barana de llenguatge neogòtic. L'interior està molt modificat, per la instal·lació del Cafè i el Restaurant.